# Estadio Cubierto Jimmy George
El Estadio Cubierto Jimmy George es un estadio techado en Thiruvananthapuram, Kerala, India. Fue construido en 1987. Algunos jugadores prometedores en Bádminton (Shuttle) realizaron sus prácticas habituales en este estadio bajo un entrenador de la Autoridad de Deportes de la India. La formación en Gimnasia y Taekwondo también se lleva a cabo aquí. Las instalaciones son también útiles para jugar al tenis de mesa, voleibol, baloncesto y balonmano.